# Krakra, Varna
Krakra (în bulgară Кракра) este un sat în comuna Vălci Dol, regiunea Varna,  Bulgaria. 

## Demografie
Componența etnică a satului Krakra
     Bulgari (100%)
     Nicio identificare (0%)
     Altele (0%)
La recensământul din 2011, populația satului Krakra era de 14 locuitori. Din punct de vedere etnic, toți locuitorii erau bulgari.